# Château Léoville Barton

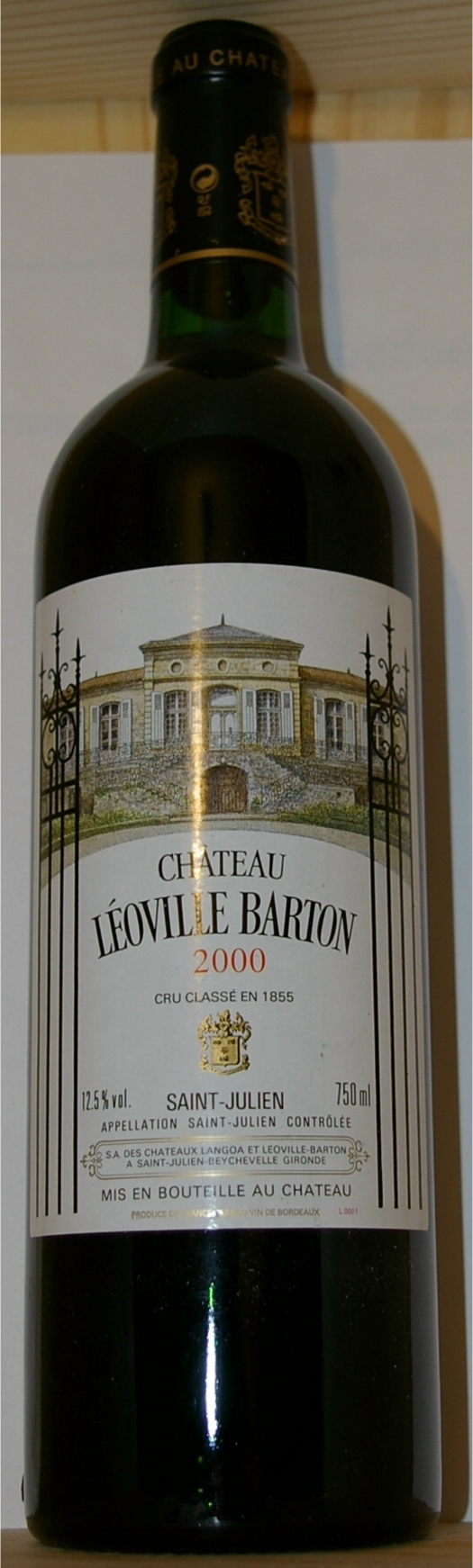
Château Léoville Barton 2000

Château Léoville Barton (ook wel gespeld als Léoville-Barton) is een wijndomein in Bordeaux en een tweede cru uit het classificatiesysteem voor Bordeauxwijn van 1855. Het ligt in het dorp Saint-Julien. De totale oppervlakte van de wijngaarden is ongeveer 48 ha met een aanplant van cabernet sauvignon (70%), merlot (22%) en cabernet franc (8%). De gemiddelde leeftijd van de wijnstokken is 28 jaar. De gemiddelde productie per jaar is 25.000 kisten van 12 flessen.
Léoville Barton is een volle, door cabernet sauvignon gedomineerde wijn met een aanzienlijke diepte en klasse. De wijn is niet zo streng als de Château Léoville Las Cases, maar klassieker dan Château Léoville Poyferré. Aan het eind van de jaren 1970 was er een kleine dip in de kwaliteit - in die jaren was Roland Barton (oom van de huidige eigenaar Anthony) oud en deed geen moeite om de financiën te werven om de chais aan te passen aan de moderne eisen. Maar na die tijd zijn de resultaten weer goed geweest. Het is een vrij strenge, mooie, geurige wijn. De cabernet-druif overheerst in de smaak, hetgeen deze wijn een mannelijk karakter geeft. In de geslaagde jaren een zich langzaam ontwikkelende wijn, die tot grote hoogten kan komen.

## Geschiedenis van het château
Net als de familie Lynch van Château Lynch-Bages liggen de wortels van de familie Barton in Ierland. Maar een belangrijk verschil met hen is dat de Bartons Protestant zijn en dat zij tot de dag van vandaag nog landgoederen bezitten in Ierland. Hugh Barton was de kleinzoon van "Franse Tom", die in Bordeaux kwam in 1725 en al snel een belangrijke wijnhandelaar werd (Barton & Guestier). In 1821 kocht hij Château Langoa Barton en kort daarna was hij in staat een aanbetaling te doen voor de aankoop van een deel het domein Léoville. Dit was op de markt gekomen toen een van de leden van de familie Las-Cases in 1794 emigreerde. Vijf jaar later, in 1826, lukte het Hugh het resterende deel van zijn afzonderlijke deel aan te kopen, hetgeen ongeveer een kwart van het oorspronkelijke domein betrof, inclusief zo'n 35 ha wijngaard. Sindsdien worden zowel Langoa als Léoville Barton gevinifieerd op het château Langoa.